# L'amour a toujours raison
Série
L'Apprentie amoureuse
(1945)
Pour plus de détails, voir Fiche technique et Distribution.
L'amour a toujours raison (A Kiss for Corliss) est un film américain réalisé par Richard Wallace, sorti en 1949. Il sera ressorti sous le titre Almost a Bride.

## Synopsis
Une blague entre copines va être à l'origine de la rumeur concernant une liaison entre une adolescente et un homme plus âgé.

## Fiche technique
- Titre original : A Kiss for Corliss
- Titre français : L'amour a toujours raison
- Réalisation : Richard Wallace, assisté de Robert Aldrich
- Scénario : Howard Dimsdale
- Direction artistique : Rudolph Sternad (en)
- Décors : Edward G. Boyle
- Costumes : Elois Jenssen
- Photographie : Robert De Grasse
- Son : Frank Webster
- Montage : Frank Doyle
- Musique : Werner R. Heymann
- Production : Colin Miller
- Production associée : Marcus Loew II
- Production déléguée : James Nasser
- Société de production : Strand Productions
- Société de distribution : United Artists
- Pays de production :  États-Unis
- Langue originale : anglais
- Format : noir et blanc — 35 mm — 1,37:1 — son Mono (Western Electric Recording)
- Genre : Comédie
- Durée : 88 minutes
- Dates de sortie : 
  - États-Unis : 16 novembre 1949 première mondiale à Des Moines (Iowa)
  - États-Unis : 25 novembre 1949

## Distribution
- Shirley Temple : Corliss Archer
- David Niven : Kenneth Marquis
- Tom Tully : Harry Archer
- Virginia Welles : Mildred Pringle
- Darryl Hickman : Dexter Franklin
- Gloria Holden ! Mme Archer
- Robert Ellis : Raymond Pringle
- Kathryn Card : Louise
- Richard Gaines : Taylor
- Roy Roberts : Oncle George

## Autour du film
- Ce film est une suite du film L'Apprentie amoureuse (Kiss and Tell) (1945) de Richard Wallace, avec Shirley Temple et Jerome Courtland[1].
- Selon un article d'Hollywood Reporter d'octobre 1949[1], Henry G. Kuh, un financier, avait entamé des négociations avec le producteur Colin Miller pour un troisième film sur le personnage de Corliss Archer, toujours avec Shirley Temple. Mais cette dernière décide d'arrêter le cinéma et L'Amour a toujours raison sera son dernier film.